# Фонтан «Ніч»
Фонтан «Ніч» (також «Богиня Ночі») — фонтан, придбаний і встановлений Петром Губоніним у парку комплексу готелів у Гурзуфі, що належав йому наприкінці XIX століття. Головний елемент оформлення парку — композиційний центр ландшафтної композиції ансамблю. Пам'ятник мистецтва регіонального значення. Розташований перед головним південно-західним фасадом корпусу «Парк» санаторію «Гурзуфський» .
Фонтан у стилі бароко являє собою виготовлену з особливої сталі скульптуру давньогрецької богині ночі Нюкта, що стоїть на всеяному зірками небесному зводі у вигляді блакитної кулі, підперезаної, під деяким кутом, золотими знаками Зодіаку і тримає у високо піднятій руці смолоскип. Поруч із богинею стоять два путті з крильцями — бог сну Гіпнос, і бог кохання Ерос зі стрілою в руці. Біля ніг Нюкти 4 фантастичні золоті риби (в руках підтримують скульптуру фігур) з ротів яких вгору били струмені води, що падають у великі мушлі гігантських молюсків. Композицію підтримують 4 оголені людські фігури в стилі бароко: дві каріатиди і два атланти, між якими вміщені античні маски. У всі часи після встановлення фонтан був символом курорту, залучаючи гостей Гурзуфа.

## Назва

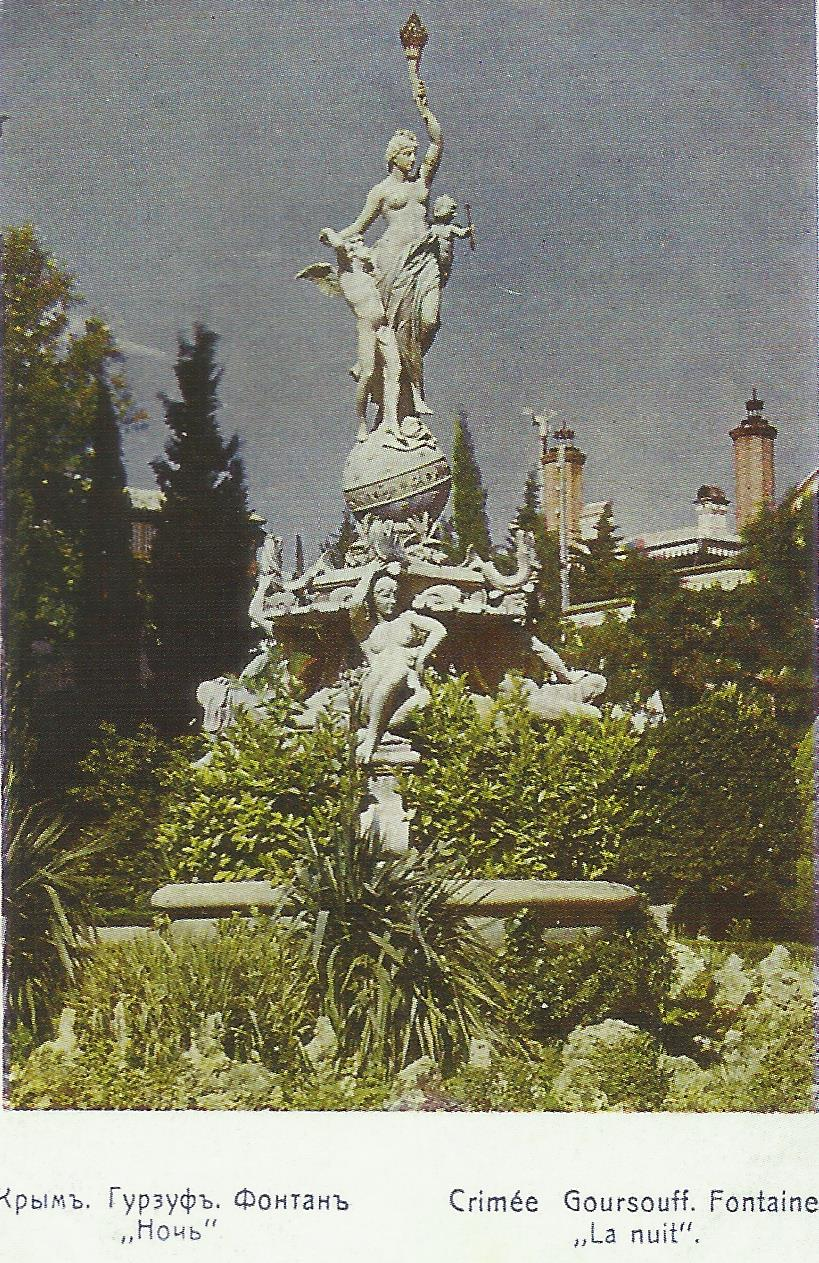
Крим, Гурзуф, фонтан Ніч. Вітальна листівка. Видання громади св. Євгенії, 1905, (№ 27) з фотопластин С. М. Прокудіна-Горського

Судячи з наявних свідчень, спочатку фонтан у відсутності власного імені. Стверджується, що 1900 року його називають просто «Фонтан біля 2-го готелю», на початку ХХ століття — «Богиня Світлана» (зустрічається варіант «Світло»). Згодом фонтан став називатися «Ночі», в деяких джерелах його називають «Богиня Ніч».

## Історія
Широко поширена версія, що фонтан був придбаний Губоніним у 1889 році на виставці у Відні, що, очевидно, бере початок з виданої ще в 1890 році книги доктора медицини Володимира Олексійовича Щепетова «Гурзуф на Південному березі Криму та його лікувальні засоби», в якій написано
Кращий з фонтанів знаходиться перед великим готелем і представляє величну алегоричну групу, яка є перемогою просвіти над мороком і темними силами. Богиня світла або освіти, що стоїть на глобусі, сповіщає світові світло (запалений факел) і любов (два амура); глобус підтримується титанами, богами пітьми, які намагаються струменем води, що виходить з пащі чудовиськ, згасити світло, що горить, але вода не досягає до смолоскипа. Група ця, відлита за моделлю берлінського професора Бергера, придбана на виставці у Відні.
Вважається, що в Гурзуфі встановлена зменшена вдвічі «точна копія оригіналу за проектом німецького архітектора Бергера». Прізвище «німецького скульптора Бергера», як автора, зустрічається в академічному каталозі-довіднику 1987 року «Пам'ятники історії та культури Української РСР», це повторюється у всіх наступних текстах про фонтан. Філолог та чехознавець Алла Георгіївна Головачова навіть стверджувала, що звали скульптора Людвіг.
Фонтан став помітною визначною пам'яткою Південного берега Криму. Піонер російської кольорової фотографії Сергій Прокудін-Горський не лише зняв його, а й відібрав для серії поштових карток благодійного випуску громади св. Євгенії 1905 року.

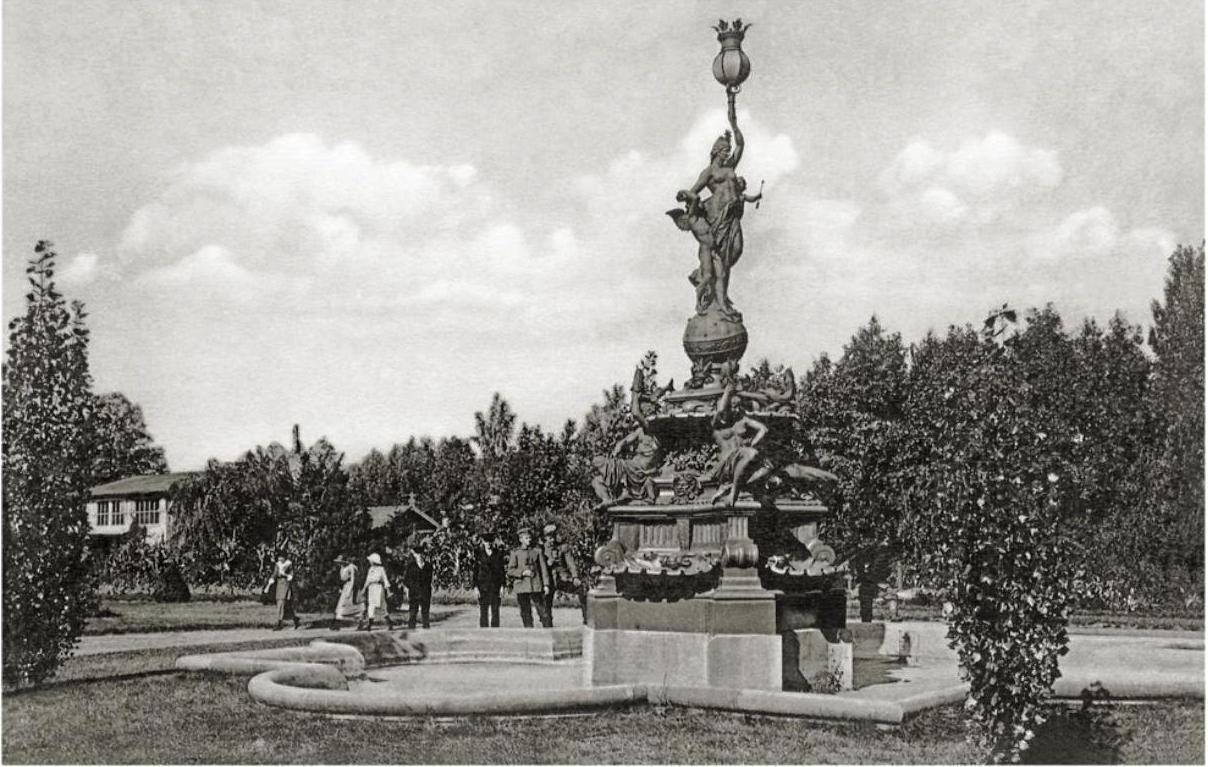
Фонтан у Тільзіті на торговій виставці 1905 р.

Тим часом, на віденській виставці 1889 відомий Георг Бергер (Georges Berger), один з організаторів виставки і член журі — можливо, Губонін вів переговори про купівлю фонтанів (всього їх було 5) саме з цим Бергером, звідки прізвище потрапило до наступних документів. Існує поширена версія, що купити фонтан на виставці Губоніну не вдалося і його копію, за кресленнями автора, виготовили російські майстри. Відомо, що в 1905 році в Тільзіті (нині Радянськ, Калінінградської області) у парку Якобсруе, перед Виставковим павільйоном ремісничої виставки був встановлений скульптурний фонтан — такий, як у Гурзуфі.
2008 року фонтан був реставрований: розібраний і зібраний знову, при цьому деякі його частини зазнали незначних змін. Постановою окупаційної Ради міністрів Республіки Крим № 627 від 20 грудня 2016 року фонтан «Ніч» віднесено до об'єктів культурної спадщини регіонального значення.